# Światopełk II Michał
Światopełk II Michał (ros. Святополк Изяславич, ukr. Святополк Ізяславич, biał. Святаполк ІІ Тураўскі) (ur. 8 listopada 1050, zm. 16 kwietnia 1113) – książę połocki (1069–1071), nowogrodzki (1078–1088), turowski (1088–1093), wielki książę kijowski (24 kwietnia 1093–16 kwietnia 1113).

## Biogram
Trzeci i najmłodszy syn Izjasława I, wielkiego księcia kijowskiego z dynastii Rurykowiczów, i Gertrudy, polskiej królewny, córki Mieszka II Lamberta. Namiestnik ojca w Połocku (1069–1071), władca Nowogrodu Wielkiego (1078–1086), książę turowski (1086–1093), od 1093 wielki książę kijowski. Początkowo próbował kontynuować monarchiczne tradycje swoich poprzedników. Około 1095 roku popadł w spór z możnowładcami kijowskimi i usunął do Turowa ihumena klasztoru pieczerskiego Jana. Brał udział w zjazdach książąt ruskich w Lubeczu (lato 1097), nad Żełanią (4 grudnia 1097), w Witeczewie (10 sierpnia 1100) i nad Zołoczą (lato 1100). W latach 1108–1112 ufundował sobór Michała Archanioła w Kijowie. W 1111 roku odniósł wielkie zwycięstwo nad Połowcami.

## Wywód przodków
| 4. Jarosław I Mądry przed 986–20 lutego 1054          |  |                                                    |  |  |                                               |
|                                                       |  | 2. Izjasław I około 1024/1025– 3 października 1078 |  |  |                                               |
| 5. Ingegerda szwedzka XI wiek–11 lutego 1050 lub 1051 |  |                                                    |  |  |                                               |
|                                                       |  |                                                    |  |  | 1. Świętopełk II Michał 1050–16 kwietnia 1113 |
| 6. Mieszko II Lambert 990–10 maja 1034                |  |                                                    |  |  |                                               |
|                                                       |  | 3. Gertruda Mieszkówna 1025–4 stycznia 1108        |  |  |                                               |
| 7. Rycheza Lotaryńska przed 1000–21 marca 1063        |  |                                                    |  |  |                                               |
|                                                       |  |                                                    |  |  |                                               |

## Żony i potomstwo
Jego pierwszą żoną była dawna nałożnica, z którą miał syna Jarosława oraz córki Annę, Zbysławę i Przedsławę. W 1094 poślubił córkę chana Połowców Tugora. Zmarła ona 28 lutego 1125. Miał z nią synów Briaczysława i Izjasława.

## W kulturze

### Gry wideo
W serii gier wideo Crusader Kings jednym z grywalnych władców jest Sviatopolk Iziaslavovich Rurikid, przedstawiony jako hrabia Biełozierska.

### Genealogia
Według jednej z interpretacji, to od imienia Świętopełka II Michała pochodzi przydomek rodu Światopełk-Czetwertyńskich.